# Vòng loại Giải vô địch bóng đá nữ thế giới 2011 (Bảng 2 UEFA)
Bảng 2 Vòng loại Giải vô địch bóng đá nữ thế giới 2011 khu vực châu Âu là một trong các bảng đấu loại do UEFA tổ chức để chọn đội tham dự Giải vô địch bóng đá nữ thế giới 2011. Bảng gồm các đội Na Uy, Hà Lan, Macedonia, Belarus và Slovakia.
Đội đầu bảng Na Uy giành quyền vào vòng play-off.

## Bảng xếp hạng
| Đội           | Tr | T | H | B | BT | BB | HS  | Đ  |
| ------------- | -- | - | - | - | -- | -- | --- | -- |
| Na Uy         | 8  | 7 | 1 | 0 | 39 | 2  | +37 | 22 |
| Hà Lan        | 8  | 5 | 2 | 1 | 30 | 7  | +23 | 17 |
| Belarus       | 8  | 4 | 1 | 3 | 17 | 14 | +3  | 13 |
| Slovakia      | 8  | 2 | 0 | 6 | 15 | 13 | +2  | 6  |
| Bắc Macedonia | 8  | 0 | 0 | 8 | 3  | 68 | −65 | 0  |

|               | Belarus | Bắc Macedonia | Hà Lan | Na Uy | Slovakia |
| ------------- | ------- | ------------- | ------ | ----- | -------- |
| Belarus       | –       | 6–0           | 0–4    | 0–5   | 2–0      |
| Bắc Macedonia | 1–6     | –             | 0–7    | 0–7   | 1–6      |
| Hà Lan        | 1–1     | 13–1          | –      | 2–2   | 2–0      |
| Na Uy         | 3–0     | 14–0          | 3–0    | –     | 1–0      |
| Slovakia      | 0–2     | 9–0           | 0–1    | 0–4   | –        |

## Kết quả
| Slovakia                                                                                  | 9–0      | Bắc Macedonia |
| ----------------------------------------------------------------------------------------- | -------- | ------------- |
| Budošová 9' · Fecková 31', 42', 65', 70', 73' · Klechová 36', 39' (ph.đ.) · Ondrušová 55' | Chi tiết |               |

| Na Uy                                                   | 3–0      | Hà Lan |
| ------------------------------------------------------- | -------- | ------ |
| Rønning 44' (ph.đ.) · Gulbrandsen 45+1' · Herlovsen 87' | Chi tiết |        |

| Bắc Macedonia | 1–6      | Belarus                                                                                |
| ------------- | -------- | -------------------------------------------------------------------------------------- |
| Spirovska 51' | Chi tiết | Lis 3' · Aukhimovich 5', 65' · Vasilyeva 12' · Krylowa 90+1' (ph.đ.) · Pilipenka 90+3' |

| Na Uy              | 1–0      | Slovakia |
| ------------------ | -------- | -------- |
| Bíróová 51' (l.n.) | Chi tiết |          |

| Hà Lan | 13–1     | Bắc Macedonia |
| --- | -------- | ------------- |
| Kiesel-Griffioen 9', 36', 67', 78' · Smit 11', 38', 41', 83', 87', 90+2' · Melis 30' · Koster 53' · Spitse 62' | Chi tiết | Salihi 74'    |

| Hà Lan      | 1–1      | Belarus         |
| ----------- | -------- | --------------- |
| Slegers 22' | Chi tiết | Aukhimovich 63' |

| Na Uy | 14–0     | Bắc Macedonia |
| --- | -------- | ------------- |
| Herlovsen 1', 16', 17', 41', 74', 81' · Rønning 13' · Stensland 21' · Mykjåland 25', 90+1' · Klaveness 26' · Pedersen 71' · Woods 80', 90+3' | Chi tiết |               |

| Hà Lan                        | 2–0      | Slovakia |
| ----------------------------- | -------- | -------- |
| Smit 16' (ph.đ.) · Koster 78' | Chi tiết |          |

| Belarus | 0–5      | Na Uy                                                                       |
| ------- | -------- | --------------------------------------------------------------------------- |
|         | Chi tiết | Giske 24' · Klaveness 33' · Herlovsen 57' · Mykjåland 64' · Gulbrandsen 74' |

| Slovakia | 0–1      | Hà Lan                 |
| -------- | -------- | ---------------------- |
|          | Chi tiết | Kiesel-Griffioen 90+2' |

| Bắc Macedonia | 0–7      | Hà Lan                                                                                     |
| ------------- | -------- | ------------------------------------------------------------------------------------------ |
|               | Chi tiết | Hoogendijk 2' · Pieëte 4' · Smit 7' · Meulen 21' · Melis 23' · de Ridder 44' · Slegers 84' |

| Belarus                                                        | 6–0      | Bắc Macedonia |
| -------------------------------------------------------------- | -------- | ------------- |
| Lis 18', 20', 66' · Shramok 53' · Nikolaeva 77' · Buzinova 81' | Chi tiết |               |

| Slovakia | 0–2      | Belarus                       |
| -------- | -------- | ----------------------------- |
|          | Chi tiết | Aukhimovich 22' · Krylova 40' |

| Hà Lan                | 2–2      | Na Uy                       |
| --------------------- | -------- | --------------------------- |
| Melis 2' · Dekker 80' | Chi tiết | Herlovsen 5' · Vikestad 48' |

| Bắc Macedonia | 1–6      | Slovakia                                                                         |
| ------------- | -------- | -------------------------------------------------------------------------------- |
| Andonova 90'  | Chi tiết | Klechová 11' · Fecková 45+2' · Budošová 57' · Haršányová 61', 70' · Kolenová 63' |

| Na Uy                                 | 3–0      | Belarus |
| ------------------------------------- | -------- | ------- |
| Klaveness 11' · Woods 64' · Haavi 88' | Chi tiết |         |

| Slovakia | 0–4      | Na Uy                                                                     |
| -------- | -------- | ------------------------------------------------------------------------- |
|          | Chi tiết | Rønning 22' (ph.đ.) · Gulbrandsen 28' · Woods 34' · Korenčiová 78' (l.n.) |

| Belarus | 0–4      | Hà Lan                                          |
| ------- | -------- | ----------------------------------------------- |
|         | Chi tiết | van de Ven 21' · Melis 55', 60' · de Ridder 70' |

| Belarus                | 2–0      | Slovakia |
| ---------------------- | -------- | -------- |
| Urazaeva 66' · Lis 79' | Chi tiết |          |

| Bắc Macedonia | 0–7      | Na Uy                                                                                     |
| ------------- | -------- | ----------------------------------------------------------------------------------------- |
|               | Chi tiết | Haavi 25', 68' · Woods 28' · Stensland 36' · Thorsnes 43' · Gulbrandsen 73' · Rønning 78' |